# Andando el tiempo
Albums par Carla Bley
Trios
(2013) Life Goes On
(2020)
Andando el tiempo est un album de la pianiste et compositrice de jazz Carla Bley, du saxophoniste Andy Sheppard et du bassiste Steve Swallow sorti en 2016 chez ECM. C'est le groupe avec lequel Carla Bley avait enregistré Songs with Legs en 1994, puis Trios en 2013.
C'est le deuxième album, après Trios, où Carla Bley confie la production à Manfred Eicher, directeur d'ECM.

## À propos de la musique
Contrairement à Trios, où Bley, qui a eu 80 ans dix jours après la sortie de l'album, explorait des morceaux plus ou moins anciens, Andando el Tiempo présente des compositions originales.
Pour Carla Bley, « écrire pour ce trio, c'est penser big band et réduire la musique aux dimensions du trio. »
La photo de la pochette est issue de la même séance que pour Trios et Life Goes On.

### Andando El Tiempo
Cette suite en trois parties, dont le titre signifie « au fil du temps », est inspirée par le chemin d'un ami se délivrant d'une addiction aux médicaments.
Sin fin est « la prise de conscience que le cycle sans fin de prise de médicaments pour se débarrasser de la douleur et de l'anxiété devient insupportable. » Basé sur un rythme de tango, le morceau est construit sur une séquence de sept mesures que Bley joue comme s'il y allait avoir une résolution sur la huitième mesure : ce motif de sept mesure, comme l'indique le titre, paraît tourner sur lui-même sans fin. Sheppard joue la mélodie au ténor.
Potación de Guaya parle de la souffrance et de la tristesse des proches. Le rythme emprunte également au tango, dans une tonalité plus sombre. Sheppard est au soprano.
Camino al Volver est « le travail de retour à une vie saine et supportable. » Le morceau est construit autour d'une ligne mélodique ascendante, jouée parfois à l'unisson, d'autres fois individuellement, voire en répartissant les notes entre les trois musiciens. Pour Michel Barbey, ce morceau, « pièce centrale et point culminant du CD », évoque l'ironie corrosive de Social Studies.

### Saints Alive!
Le titre est une expression lancée par de vieilles femmes après s'être échangé « un potin particulièrement croustillant. »

### Naked Bridges/Diving Brides
Le titre est tiré de Peking Widow, un poème de Paul Haines, avec lequel Bley a collaboré en 1971 sur le fameux Escalator over the Hill. Le morceau est influencé par la musique de Felix Mendelssohn, mais peut aussi évoquer Claude Debussy. C'est une commande de Serious dans le cadre du 21e anniversaire du EFG London Jazz Festival. C'est également un cadeau de mariage pour Andy Sheppard et sa femme Sara.
C'est un morceau plein de swing, avec un solo caractéristique de Bley, désinvolte et plein d'accords perçants.

## Liste des pistes
Toute la musique est composée par Carla Bley.
| No | Titre                                  | Durée |
| -- | -------------------------------------- | ----- |
| 1. | Andando el tiempo 1. Sin fin           | 10:23 |
| 2. | Andando el tiempo 2. Potación de guaya | 9:48  |
| 3. | Andando el tiempo 3. Camino al volver  | 8:27  |
| 4. | Saints Alive!                          | 8:35  |
| 5. | Naked Bridges/Diving Brides            | 10:05 |

## Personnel
- Carla Bley : piano
- Andy Sheppard : saxophone ténor et soprano
- Steve Swallow : guitare basse

## Charts
L'album est resté 3 semaines au classement des meilleurs ventes de jazz aux États-Unis, atteignant la 14e place.